# 南兗州 (北朝)
南兗州，中国古代的州。

## 沿革
北魏太和十八年（494年），割豫州之馬頭郡、陳留郡與徐州之梁郡、譙郡合四郡置南兗州，治馬頭郡渦陽縣（今安徽省蒙城縣）。太和十九年（495年），置下蔡郡。辖境相当今安徽省蒙城、颍上以东，蕲县西南，蒙城、凤台二县及怀远县西北郊地区。景明中（500年－503年），廢南兗州。
正始四年（507年），復置南兗州，治陳留郡小黃縣譙城（今安徽省亳州市譙城區）。辖境相当今河南省鹿邑、睢县以东，安徽省涡阳西北的涡河及西淝河流域。
延昌中（512年－515年），分梁郡置沛郡。正光五年（524年），馬頭、沛二郡陷於南梁。孝昌元年（525年），置臨渙郡。孝昌二年（526年），分梁郡置碭郡。孝昌中（525年－528年），置北梁郡，下蔡郡陷於南梁。太昌元年（532年），譙郡陷於南梁。至此，南兗州領五郡：陳留郡、梁郡、臨渙郡、北梁郡、碭郡。
東魏時，割碭郡屬徐州。天平中（534年－537年），收復馬頭、沛二郡。興和中（539年－542年），收復下蔡郡，併臨渙郡入馬頭郡。武定中（543年－550年），收復譙郡。至此，南兗州領七郡：陳留郡、梁郡、北梁郡、馬頭郡、沛郡、譙郡、下蔡郡。
北齊天保七年（556年），廢譙郡，地屬仁州；廢北梁郡為城安縣，屬西兗州濟陰郡；廢下蔡郡為下蔡縣，屬譙州南譙郡；併馬頭、沛二郡入梁郡。至此，南兗州領二郡：陳留郡、梁郡。
北周宣政元年（578年），改南兗州為亳州。

## 長官
北魏南兗州刺史（494年－534年）
- 孟表（494年－？）[3]
- 皇甫光（假）
- 楊令寶（500年－？）[4]
- 傅永（宣武帝時）[5]
- 邢晏[6]
- 崔暹[7]
- 樊魯[8]
- 宋翻（孝明帝時）[9]
- 元弼（孝明帝時）[10]
- 畢祖朽（528年）[3]
- 元暹（528年－529年）[11]
- 賈顯度（529年－530年）[12]
- 劉世明（530年－532年）[13][14]
- 堯傑（532年－？）[15]

東魏南兗州刺史（534年－550年）
- 元子華（天平中）[16]
- 石長宣（武定中）[17]
- 李希光（武定中）[18]
- 韋子粲（？－550年）[19]

北齊南兗州刺史（550年－577年）
- 東方老（天保中）[18]
- 崔劼[20]
- 封述（570年－？）[21]
- 鮮于世榮（573年見任）[22]